# ريتشارد هنري فريند
ريتشارد هنري فريند (بالإنجليزية: Richard Friend)‏ (ولد في 18 يناير 1953) حاصل على زمالة الجمعية الملكية والأكاديمية الملكية للهندسة.